# Kacper Lesiak
Kacper Lesiak (6 de noviembre de 1996) es un deportista polaco que compite en saltos de trampolín. Ganó una medalla de bronce en el Campeonato Europeo de Natación de 2024, en la prueba de trampolín 3 m sincro.

## Palmarés internacional
| Campeonato Europeo | Campeonato Europeo | Campeonato Europeo | Campeonato Europeo   |
| Año                | Lugar              | Medalla            | Prueba               |
| ------------------ | ------------------ | ------------------ | -------------------- |
| 2024               | Belgrado (Serbia)  | Medalla de bronce  | Trampolín 3 m sincro |